# Đánh bom Ankara tháng 2 năm 2016
Ngày 17 tháng 2 năm 2016, một vụ đánh bom xảy ra ở trong Ankara, thủ đô của Thổ Nhĩ Kỳ làm ít nhất 28 người chết và
61 người bị thương. Cuộc tấn công nhằm vào một đoàn xe quân sự được dừng tại đèn giao thông gần trung tâm quảng trường Kızılay. Nhiều bộ, trụ sở quân đội và Quốc hội Thổ Nhĩ Kỳ tọa lạc ở khu phố nơi diễn ra cuộc tấn công.
Vụ nổ có thể được nghe khắp thành phố khiến cư dân hoảng loạn. Xe cứu thương và cứu hỏa đã được điều đến hiện trường vụ nổ trong khi nhân viên cứu hộ đưa những người bị thương lên xe bằng cáng cứu thương và chuyển đến bệnh viện. Cảnh sát Thổ Nhĩ Kỳ nhanh chóng thiết lập một rào chắn an ninh quanh khu vực nổ bom.

## Vụ đánh bom
Theo thống đốc Ankara, tr, một chiếc xe hơi có bom đã được sử dụng cho vụ tấn công. Vụ tấn công diễn ra vào lúc 18h31 giờ địa phương, trong lúc các xe quân sự chở các quân nhân đang dừng chờ trước đèn giao thông. Địa điểm tấn công gần khu phố dân sự dành cho các quân nhân quân hàm cao. Một vài kênh truyền hình Thổ Nhĩ Kỳ cho thấy hình ảnh khói lửa trùm lên các xe quân sự sau vụ nổ, được người ta nghe thấy cách đó vài km.

## Phản ứng
Một hội nghị thượng đỉnh Liên minh châu Âu tập trung vào các vấn đề nhập cư đã bị hủy sau vụ đánh bom. Các lãnh đạo thế giới đã lên án vụ tấn công.
- Tổng thống Thổ Nhĩ Kỳ Recep Tayyip Erdoğan tuyên bố sẽ trả đũa những thủ phạm thực hiện vụ khủng bố mới nhất trong chuỗi các cuộc tấn công chết người được cho là do các chiến binh thánh chiến lẫn phe đối lập người Kurd thực hiện. Ông khẳng định "Thổ Nhĩ Kỳ sẽ ngần ngại sử dụng quyền của mình để tự vệ bất cứ lúc nào, bất cứ nơi nào và bất kỳ dịp nào". Thủ tướng Ahmet Davutoğlu hoãn chuyến đi theo kế hoạch đến Bỉ và Azerbaijan sau vụ tấn công.[3][15] Còn tổng thống Erdogan hoãn chuyến đi đến Azerbaijan.
- NATO Tổng thư ký NATO Jens Stoltenberg lên án mạnh mẽ vụ đánh bom. "NATO và đồng minh luôn kề vai sát cánh trong cuộc chiến chống khủng bố"